# Protomeroleuca perlides
Protomeroleuca perlides är en fjärilsart som beskrevs av Emilio Berio 1966-1967. Protomeroleuca perlides ingår i släktet Protomeroleuca och familjen nattflyn. Inga underarter finns listade i Catalogue of Life.